# ZFYVE27
ZFYVE27 (англ. Zinc finger FYVE-type containing 27) – білок, який кодується однойменним геном, розташованим у людей на короткому плечі 10-ї хромосоми. Довжина поліпептидного ланцюга білка становить 411 амінокислот, а молекулярна маса — 45 843.
| 10         |  | 20         |  | 30         |  | 40         |  | 50         |
| ---------- |  | ---------- |  | ---------- |  | ---------- |  | ---------- |
| MQTSEREGSG |  | PELSPSVMPE |  | APLESPPFPT |  | KSPAFDLFNL |  | VLSYKRLEIY |
| LEPLKDAGDG |  | VRYLLRWQMP |  | LCSLLTCLGL |  | NVLFLTLNEG |  | AWYSVGALMI |
| SVPALLGYLQ |  | EVCRARLPDS |  | ELMRRKYHSV |  | RQEDLQRGRL |  | SRPEAVAEVK |
| SFLIQLEAFL |  | SRLCCTCEAA |  | YRVLHWENPV |  | VSSQFYGALL |  | GTVCMLYLLP |
| LCWVLTLLNS |  | TLFLGNVEFF |  | RVVSEYRASL |  | QQRMNPKQEE |  | HAFESPPPPD |
| VGGKDGLMDS |  | TPALTPTEDL |  | TPGSVEEAEE |  | AEPDEEFKDA |  | IEETHLVVLE |
| DDEGAPCPAE |  | DELALQDNGF |  | LSKNEVLRSK |  | VSRLTERLRK |  | RYPTNNFGNC |
| TGCSATFSVL |  | KKRRSCSNCG |  | NSFCSRCCSF |  | KVPKSSMGAT |  | APEAQRETVF |
| VCASCNQTLS |  | K          |  |            |  |            |  |            |

A: Аланін

C: Цистеїн

D: Аспарагінова кислота

E: Глутамінова кислота

F: Фенілаланін

G: Гліцин

H: Гістидин

I: Ізолейцин

K: Лізин

L: Лейцин

M: Метіонін

N: Аспарагін

P: Пролін

Q: Глутамін

R: Аргінін

S: Серин

T: Треонін

V: Валін

W: Триптофан

Кодований геном білок за функцією належить до фосфопротеїнів. 
Задіяний у такому біологічному процесі, як альтернативний сплайсинг. 
Білок має сайт для зв'язування з іонами металів, іоном цинку. 
Локалізований у клітинній мембрані, мембрані, ендоплазматичному ретикулумі, клітинних відростках, ендосомах.